# HD 195820
HD 195820，又名BD+51 2882，SAO 32649、HR 7854，是一颗恒星，视星等为6.18，位于銀經88.94，銀緯7.53，其B1900.0坐标为赤經20h 28m 29.7s，赤緯+51° 7.53′ 8″。